# Vasile Lascu
Vasile Lascu (n. 30 ianuarie 1948) este un fost deputat român în legislatura 1990-1992, ales în județul Brașov pe listele PSDR. În cadrul activității sale parlamentare, Vasile Lascu a fost membru în grupurile parlamentare de prietenie cu Republica Populară Chineză, Regatul Spaniei, Ungaria, Regatul Thailanda, Republica Libaneză, Republica Italiană, Australia și Franța.